# Lage Mierde
Lage Mierde est un village de 1 846 habitants (2009) dans la commune de Reusel-De Mierden, dans la province du Brabant-Septentrional aux Pays-Bas.

## Géographie
Le village de Lage Mierde forme la partie nord de la commune. Le hameau Vloeieind, quartier protégé, conserve de nombreuses fermes anciennes aux toits de chaume. Lage Mierde se trouve le long de la N269 Reusel-Tilbourg.
Lage Mierde est baigné par la Reusel à l'ouest et par le Raamloop à l'est.

## Histoire
Pendant longtemps, Hooge Mierde et Lage Mierde ont formé une seule seigneurie (heerlijkheid). Hooge Mierde en constituait le domaine du seigneur, tandis que Lage Mierde était habité par les fermiers libres.